# Lista de património edificado no distrito de Bragança
Esta lista é uma sublista da lista de património edificado em Portugal para o distrito de Bragança, ordenada alfabeticamente por concelho, baseada nas listagens do IPPAR de março de 2005 e atualizações.
Muito do património está ligado ao papel histórico da Igreja Católica e da nobreza territorial no antigo Reino de Portugal, antes da proclamação da Portugal.
Os quatro distritos que formam a Região do Norte foram a origem do Reino de Portugal. De facto, o distrito de Bragança dá nome à Casa de Bragança. Por isso eram uma zona fronteiriça com o Reino de Leão, o que motivou a construção de uma linha defensiva que foi confiada a famílias nobres e ordens militares, segundo o princípio repovoador da Reconquista Nullius soli sine domino, base do feudalismo.
Na província histórica de Trás-os-Montes e Alto Douro, 
o distrito de Bragança esteve historicamente ligado à Ordem de Cristo, à Ordem dos Templários e à Ordem de Malta, bem como a várias famílias nobres como Peres, Gonçalves, Mendes, Castro, Bragançãos, Borges, Rodrigues de Morais, Rodrigues de Algoso, Pimentéis, Alcoforado, Sampaio, Selores, Arcas ou Álvares de Távora. 
Entre os títulos nobiliárquicos, destacam os de Conde de Vimioso (1515) e Duque de Bragança (1640), ligados à Casa de Bragança, e os de Conde de Vila Flor (1606), Barão de Torre de Moncorvo (1835), Conde de Vinhais (1847), Visconde de Torre de Moncorvo (1847) e Visconde de Paradinha do Outeiro (1848), assim como Senhor-Barão do Castelo de Oleiros (imemorial), além do Senhor de Algoso (1165), Senhor de Morais (1217), Senhor de Carvahais (1350), Senhor da Torre de Moncorvo (1375), Senhor de Sampaio (1379), Senhor de Mogadouro (1380), Senhor de Chacim (1384) e Senhor de Vila Flor (1444). Como dizem alguns autores, "é no Entre-Douroe-Minho, em Trás-os-Montes, e no vale médio do Douro, que se continua a verificar a maior densidade de implantacáo nobiliárquica" de Portugal. É por isso que outro autor chama essa região "o Norte Senhorial".
Legenda:
- Os monumentos podem eventualmente ter várias designações, sendo estas separadas nesse caso pela conjunção "ou";
- Por vezes vários edifícios fazem parte de uma mesma classificação patrimonial, sendo nesse caso separados pela conjunção "e";
- A existência de dois graus de classificação diferente para um mesmo monumento (usualmente VC e outro) significa que este aguarda uma classificação definitiva, se bem que tenha sido homologado com o grau indicado (ex: VC-IIP é um imóvel em vias de classificação, homologado com o grau de Imóvel de Interesse Público).

Observação: São preservadas as denominações adoptadas pelo IPPAR, mesmo que elas apresentem outras alternativas. Nestes casos há redireccionamento para aquela em que o artigo está redigido, podendo ou não esta designação aparecer na lista.

## Alfândega da Fé
| ID    | Designações                                                     | Categoria             | Tipologia | Freguesia       | Grau | Ano  | Coordenadas                  | Imagem |
| ----- | --------------------------------------------------------------- | --------------------- | --------- | --------------- | ---- | ---- | ---------------------------- | ------ |
| 73632 | Capela de São Bernardino                                        | Arquitetura religiosa | Capela    | Gebelim         | IIP  | 1983 | 41.44229736° N 6.92818647° O |        |
| 73762 | Igreja de Nossa Senhora da Assunção ou Igreja Matriz de Sambade | Arquitetura religiosa | Igreja    | Sambade         | IIP  | 1935 | 41.4112208° N 6.97061981° O  |        |
| 72545 | Capela de Nossa Senhora de Jerusalém                            | Arquitetura religiosa | Capela    | Sendim da Serra | IIP  |      |                              |        |

 Legenda: PM - Património Mundial · MN - Monumento Nacional · IIP - Imóvel de Interesse Público · MIP - Monumento de Interesse Público · CIP - Conjunto de Interesse Público · SIP - Sítio de Interesse Público · IIM - Imóvel de Interesse Municipal · MIM - Monumento de Interesse Municipal · CIM - Conjunto de Interesse Municipal · SIM - Sítio de Interesse Municipal · VC - Em vias de classificação · SPL - Sem proteção legal

## Bragança
| ID       | Designações | Categoria                       | Tipologia            | Freguesia        | Grau | Ano  | Coordenadas                  | Imagem       |
| -------- | --- | ------------------------------- | -------------------- | ---------------- | ---- | ---- | ---------------------------- | ------------ |
| 70479    | Castro de Sacóias | Arqueologia                     | Povoado fortificado  | Baçal            | MN   | 1910 | 41.85838269° N 6.68967575° O |              |
| 74429    | Atalaia de Candaira | Arquitetura militar             | Atalaia              | Baçal            | IIP  | 1990 | 41.81728647° N 6.72983239° O |              |
| 70573    | Igreja de Castro de Avelãs                                                                                                 | Arquitetura religiosa           | Igreja               | Castro de Avelãs | MN   | 1910 | 41.79945071° N 6.82045897° O |              |
| 72970    | Mamoa de Donai ou Mamoa de Tumbeirinho ou Devesa de Donai                                                                  | Arqueologia                     | Monumento megalítico | Donai            | IIP  | 1951 | 41.832927° N 6.805581° O     |              |
| 73879    | Ruínas da Capela da Senhora da Hera ou Capela da Senhora da Idera                                                          | Arquitetura religiosa           | Capela               | Espinhosela      | IIP  | 1993 | 41.890063° N 6.818742° O     |              |
| 73671    | Pelourinho de Faílde e Carocedo                                                                                            | Arquitetura civil               | Pelourinho           | Faílde           | IIP  | 1933 | 41.723426° N 6.750854° O     | Mais imagens |
| 72962    | Castro de Gimonde ou Arrabalde de Gimonde                                                                                  | Arqueologia                     | Povoado fortificado  | Gimonde          | IIP  | 1990 | 41.802202° N 6.703896° O     |              |
| 74118    | Ponte de Gimonde ou Ponte Velha                                                                                            | Arqueologia / Arquitetura civil | Ponte                | Gimonde          | IIP  | 1990 | 41.803693° N 6.697355° O     | Mais imagens |
| 74026    | Pelourinho de Gostei | Arquitetura civil               | Pelourinho           | Gostei           | IIP  | 1933 | 41.791404° N 6.819877° O     |              |
| 70978    | Ponte de Frieira | Arquitetura civil               | Ponte                | Macedo do Mato   | IIM  | 1990 | 41.574471° N 6.758658° O     |              |
| 74535    | Pelourinho de Frieira | Arquitetura civil               | Pelourinho           | Macedo do Mato   | IIP  | 1933 | 41.575543° N 6.759976° O     |              |
| 74536    | Pelourinho de Sanceriz | Arquitetura civil               | Pelourinho           | Macedo do Mato   | IIP  | 1933 | 41.586049° N 6.756962° O     |              |
| 70672    | Igreja de Santo Cristo do Outeiro                                                                                          | Arquitetura religiosa           | Igreja               | Outeiro          | MN   | 1927 | 41.68788839° N 6.60773355° O |              |
| 70720    | Igreja Matriz de Outeiro ou Igreja de Nossa Senhora da Assunção de Outeiro                                                 | Arquitetura religiosa           | Igreja               | Outeiro          | IIM  | 1997 | 41.68608833° N 6.60777604° O |              |
| 73759    | Cruzeiro do Outeiro | Arquitetura religiosa           | Cruzeiro             | Outeiro          | IIP  | 1955 | 41.683639° N 6.601078° O     |              |
| 73760    | Pelourinho do Outeiro | Arquitetura civil               | Pelourinho           | Outeiro          | IIP  | 1933 | 41.684304° N 6.598801° O     |              |
| 73761    | Fortaleza do Outeiro | Arquitetura militar             | Fortaleza            | Outeiro          | IIP  | 1955 | 41.68302° N 6.591998° O      |              |
| 74139    | Castro de Ciragata ou Cidadelhe                                                                                            | Arqueologia                     | Castro               | Parada           | IIP  | 1986 | 41.704552° N 6.67414° O      |              |
| 72284    | Capela de Nossa Senhora da Ribeira ou Santuário de Nossa Senhora da Ribeira                                                | Arquitetura religiosa           | Capela               | Quintanilha      | IIP  |      | 41.734103° N 6.575976° O     |              |
| 73260    | Igreja da Aldeia das Veigas ou Igreja de São Vicente de Aldeia de Veigas, incluindo recheio, (pinturas murais e retábulos) | Arquitetura religiosa           | Igreja               | Quintanilha      | IIP  | 1993 | 41.75603302° N 6.5868845° O  |              |
| 71815    | Pelourinho de Rebordainhos                                                                                                 | Arquitetura civil               | Pelourinho           | Rebordainhos     | IIP  | 1933 | 41.723474° N 6.750775° O     | Mais imagens |
| 73806    | Castelo de Rebordãos ou Castelo do Tourão                                                                                  | Arquitetura militar             | Castelo              | Rebordãos        | IIP  | 1955 | 41.724495° N 6.834596° O     |              |
| 73807    | Pelourinho de Rebordãos | Arquitetura civil               | Pelourinho           | Rebordãos        | IIP  | 1933 | 41.740301° N 6.827644° O     |              |
| 74274    | Convento de São Francisco (e respectiva Igreja)                                                                            | Arquitetura religiosa           | Convento             | Santa Maria      | IIP  | 1986 | 41.80544741° N 6.74838042° O |              |
| 74275    | Edifício do antigo Paço Episcopal de Bragança ou Museu do Abade de Baçal (e jardim)                                        | Arquitetura religiosa           | Paço                 | Santa Maria      | IIP  | 1986 | 41.806933° N 6.755109° O     |              |
| 97017332 | Pousada de São Bartolomeu                                                                                                  | Monumento                       |                      | Santa Maria      | n/c  |      | 41.802809° N 6.754266° O     |              |
| 71125    | Castelo de Bragança | Arquitetura militar             | Castelo              | Sé               | MN   | 1910 | 41.804294° N 6.749194° O     | Mais imagens |
| 71126    | Pelourinho de Bragança | Arquitetura civil               | Pelourinho           | Sé               | MN   | 1910 | 41.80321987° N 6.75781361° O | Mais imagens |
| 71127    | Antigos Paços Municipais de Bragança ou Domus Municipalis                                                                  | Arquitetura civil               | Paço                 | Sé               | MN   | 1910 | 41.803578° N 6.749119° O     | Mais imagens |
| 328667   | Hospital Regional de Bragança e Centro de Saúde Mental                                                                     | Arquitetura civil               | Hospital             | Sé               | VC   |      |                              |              |
| 5566897  | Sé Velha de Bragança (antiga Sé), Igreja da Sé, Igreja Paroquial de São João Batista ou Igreja dos Jesuítas                | Arquitetura religiosa           | Igreja               | Sé               | VC   |      |                              |              |
| 74585    | Pelourinho de Vila Franca de Lampaças                                                                                      | Arquitetura civil               | Pelourinho           | Sendas           | IIP  | 1933 | 41.602558° N 6.836692° O     |              |

 Legenda: PM - Património Mundial · MN - Monumento Nacional · IIP - Imóvel de Interesse Público · MIP - Monumento de Interesse Público · CIP - Conjunto de Interesse Público · SIP - Sítio de Interesse Público · IIM - Imóvel de Interesse Municipal · MIM - Monumento de Interesse Municipal · CIM - Conjunto de Interesse Municipal · SIM - Sítio de Interesse Municipal · VC - Em vias de classificação · SPL - Sem proteção legal

## Carrazeda de Ansiães
| ID      | Designações                                                             | Categoria             | Tipologia     | Freguesia                | Grau | Ano  | Coordenadas                  | Imagem |
| ------- | ----------------------------------------------------------------------- | --------------------- | ------------- | ------------------------ | ---- | ---- | ---------------------------- | ------ |
| 72365   | Pelourinho de Carrazeda de Ansiães                                      | Arquitetura civil     | Pelourinho    | Carrazeda de Ansiães     | IIP  | 1933 | 41.244986° N 7.301095° O     |        |
| 70613   | Pelourinho de Ansiães                                                   | Arquitetura civil     | Pelourinho    | Lavandeira               | MN   | 1928 | 41.192619° N 7.30586912° O   |        |
| 74953   | Igreja de Santa Eufémia de Lavandeira ou Igreja Paroquial de Lavandeira | Arquitetura religiosa | Igreja        | Lavandeira               | IIP  | 1993 | 41.19263608° N 7.30825293° O |        |
| 341948  | Igreja de São João Batista                                              | Arquitetura religiosa | Igreja        | Lavandeira               | VC   | 2001 |                              |        |
| 73313   | Solar de Sampaio                                                        | Arquitetura civil     | Solar         | Linhares                 | IIP  | 2002 | 41.21012165° N 7.36288091° O |        |
| 73758   | Igreja de Linhares ou Igreja de São Miguel ou Igreja Matriz de Linhares | Arquitetura religiosa | Igreja        | Linhares                 | IIP  | 1957 | 41.20832097° N 7.362902° O   |        |
| 6518968 | Pelourinho de Linhares                                                  | Arquitetura civil     | Pelourinho    | Linhares                 | IIP  |      | 41.206308° N 7.362773° O     |        |
| 70491   | Fraga pintada do Cachão da Rapa                                         | Arqueologia           | Arte rupestre | Ribalonga                | MN   | 1943 | 41.19780008° N 7.39252986° O |        |
| 70591   | Castelo de Ansiães ou Castelo de Carrazeda de Ansiães                   | Arquitetura militar   | Castelo       | Selores                  | MN   | 1910 | 41.20306667° N 7.3059° O     |        |
| 70592   | Ruínas da Igreja de Ansiães ou Igreja de São Salvador de Ansiães        | Arquitetura religiosa | Igreja        | Selores                  | MN   | 1928 | 41.19791749° N 7.2914972° O  |        |
| 72364   | Casa de Selores                                                         | Arquitetura civil     | Solar         | Selores                  | IIP  | 1977 | 41.19971815° N 7.29147417° O |        |
| 70231   | Antas de Vilarinho ou Antas de Pala da Moura                            | Arqueologia           | Anta          | Vilarinho da Castanheira | MN   | 1910 | 41.20539069° N 7.20913689° O |        |
| 73724   | Pelourinho de Vilarinho da Castanheira                                  | Arquitetura civil     | Pelourinho    | Vilarinho da Castanheira | IIP  | 1933 | 41.20540977° N 7.2115211° O  |        |

 Legenda: PM - Património Mundial · MN - Monumento Nacional · IIP - Imóvel de Interesse Público · MIP - Monumento de Interesse Público · CIP - Conjunto de Interesse Público · SIP - Sítio de Interesse Público · IIM - Imóvel de Interesse Municipal · MIM - Monumento de Interesse Municipal · CIM - Conjunto de Interesse Municipal · SIM - Sítio de Interesse Municipal · VC - Em vias de classificação · SPL - Sem proteção legal

## Freixo de Espada à Cinta
| ID    | Designações                                                                                   | Categoria             | Tipologia     | Freguesia                | Grau | Ano  | Coordenadas                  | Imagem       |
| ----- | --------------------------------------------------------------------------------------------- | --------------------- | ------------- | ------------------------ | ---- | ---- | ---------------------------- | ------------ |
| 73435 | Capela de Fornos                                                                              | Arquitetura religiosa | Capela        | Fornos                   | IIP  | 1954 | 41.18779573° N 6.75762657° O |              |
| 73436 | Capela do Senhor da Rua Nova                                                                  | Arquitetura religiosa | Capela        | Fornos                   | IIP  | 1984 | 41.18779573° N 6.75762657° O |              |
| 70359 | Pelourinho de Freixo de Espada à Cinta                                                        | Arquitetura civil     | Pelourinho    | Freixo de Espada à Cinta | MN   | 1922 | 41.08981126° N 6.80810863° O |              |
| 70360 | Igreja Matriz de Freixo de Espada à Cinta ou Igreja de São Miguel de Freixo de Espada à Cinta | Arquitetura religiosa | Igreja        | Freixo de Espada à Cinta | MN   | 1910 | 41.08981126° N 6.80810863° O | Mais imagens |
| 70453 | Castelo de Freixo de Espada à Cinta, com torre heptagonal                                     | Arquitetura militar   | Castelo       | Freixo de Espada à Cinta | MN   | 1910 | 41.09284229° N 6.80390596° O | Mais imagens |
| 71450 | Igreja do Convento de São Filipe Nery                                                         | Arquitetura religiosa | Igreja        | Freixo de Espada à Cinta | IIP  |      | 41.08981126° N 6.80810863° O |              |
| 71451 | Convento de São Filipe de Nery                                                                | Arquitetura religiosa | Convento      | Freixo de Espada à Cinta | VC   | 1996 |                              |              |
| 71814 | Igreja da Misericórdia de Freixo de Espada à Cinta                                            | Arquitetura religiosa | Igreja        | Freixo de Espada à Cinta | IIP  | 1951 | 41.08981126° N 6.80810863° O |              |
| 74584 | Gravuras rupestres do Mazouco                                                                 | Arqueologia           | Arte rupestre | Mazouco                  | IIP  | 1983 | 41.14017545° N 6.76305187° O |              |
| 69741 | Calçada de Alpajares ou Calçada dos Mouros                                                    | Arqueologia           | Calçada       | Poiares                  | IIP  | 1977 | 41.05663754° N 6.9004511° O  |              |
| 72416 | Pinturas rupestres da Fraga do Gato                                                           | Arqueologia           | Arte rupestre | Poiares                  | VC   | 1996 |                              |              |
| 72908 | Castelo de Alva                                                                               | Arquitetura militar   | Castelo       | Poiares                  | IIP  | 1955 | 41.04031913° N 6.92400497° O |              |

 Legenda: PM - Património Mundial · MN - Monumento Nacional · IIP - Imóvel de Interesse Público · MIP - Monumento de Interesse Público · CIP - Conjunto de Interesse Público · SIP - Sítio de Interesse Público · IIM - Imóvel de Interesse Municipal · MIM - Monumento de Interesse Municipal · CIM - Conjunto de Interesse Municipal · SIM - Sítio de Interesse Municipal · VC - Em vias de classificação · SPL - Sem proteção legal

## Macedo de Cavaleiros
| ID      | Designações                                                                                 | Categoria             | Tipologia  | Freguesia             | Grau | Ano  | Coordenadas                  | Imagem       |
| ------- | ------------------------------------------------------------------------------------------- | --------------------- | ---------- | --------------------- | ---- | ---- | ---------------------------- | ------------ |
| 74757   | Pelourinho de Pinhovelo                                                                     | Arquitetura civil     | Pelourinho | Amendoeira            | IIP  | 1933 | 41.541612° N 6.992967° O     | Mais imagens |
| 74428   | Pelourinho de Nozelos                                                                       | Arquitetura civil     | Pelourinho | Arcas                 | IIP  | 1933 | 41.645343° N 7.072827° O     |              |
| 156165  | Solar das Arcas                                                                             | Arquitetura civil     | Solar      | Arcas                 | VC   | 1994 | 41.645555° N 7.034325° O     |              |
| 5792461 | Igreja de Santa Marta ou Igreja Matriz de Bornes                                            | Arquitetura religiosa | Igreja     | Bornes                | VC   |      |                              |              |
| 74654   | Pelourinho de Chacim                                                                        | Arquitetura civil     | Pelourinho | Chacim                | IIP  | 1933 | 41.469543° N 6.902634° O     |              |
| 156300  | Real Filatório de Chacim                                                                    | Arquitetura civil     | Fábrica    | Chacim                | VC   | 1999 | 41.470083° N 6.903178° O     |              |
| 71766   | Igreja de Nossa Senhora dos Reis, matriz de Lamalonga, incluindo o adro                     | Arquitetura religiosa | Igreja     | Lamalonga             | IIP  | 2013 |                              |              |
| 341949  | Igreja de Nossa Senhora da Purificação ou Igreja Matriz de Podence e respectivo adro        | Arquitetura religiosa | Igreja     | Podence               | MIP  | 2012 |                              |              |
| 73350   | Pelourinho de Vale de Prados                                                                | Arquitetura civil     | Pelourinho | Vale de Prados        | IIP  | 1933 | 41.604734° N 7.141486° O     | Mais imagens |
| 72991   | Igreja de Santo Antão de Vilarinho de Agrochão ou Igreja Paroquial de Vilarinho de Agrochão | Arquitetura religiosa | Igreja     | Vilarinho de Agrochão | IIP  | 1970 | 41.67515237° N 7.05804172° O |              |
| 341950  | Igreja Paroquial de São Vicente de Vinhas                                                   | Arquitetura religiosa | Igreja     | Vinhas                | VC   |      |                              |              |

 Legenda: PM - Património Mundial · MN - Monumento Nacional · IIP - Imóvel de Interesse Público · MIP - Monumento de Interesse Público · CIP - Conjunto de Interesse Público · SIP - Sítio de Interesse Público · IIM - Imóvel de Interesse Municipal · MIM - Monumento de Interesse Municipal · CIM - Conjunto de Interesse Municipal · SIM - Sítio de Interesse Municipal · VC - Em vias de classificação · SPL - Sem proteção legal

## Miranda do Douro
| ID     | Designações                                                            | Categoria                                                          | Tipologia           | Freguesia            | Grau | Ano  | Coordenadas                  | Imagem       |
| ------ | ---------------------------------------------------------------------- | ------------------------------------------------------------------ | ------------------- | -------------------- | ---- | ---- | ---------------------------- | ------------ |
| 72560  | Igreja de Santa Eufémia                                                | Arquitetura religiosa                                              | Igreja              | Duas Igrejas         | IIP  |      |                              |              |
| 74941  | Abrigo rupestre da Solhapa                                             | Arqueologia                                                        | Abrigo              | Duas Igrejas         | IIP  | 1982 | 41.4561948° N 6.33671519° O  |              |
| 72559  | Igreja de São Genísio ou Igreja de São Genízio                         | Arquitetura religiosa                                              | Igreja              | Genísio              | VC   |      |                              |              |
| 72557  | Igreja de Ifanes ou Igreja Paroquial de Ifanes                         | Arquitetura religiosa                                              | Igreja              | Ifanes               | VC   |      |                              |              |
| 74751  | Cruzeiro de Malhadas                                                   | Arquitetura religiosa                                              | Cruzeiro            | Malhadas             | IIP  | 1955 | 41.541467° N 6.324434° O     |              |
| 74752  | Igreja de Nossa Senhora da Expetação ou Igreja Paroquial de Malhadas   | Arquitetura religiosa                                              | Igreja              | Malhadas             | IIP  | 1954 | 41.543241° N 6.32634° O      |              |
| 70172  | Castro de Aldeia Nova                                                  | Arqueologia                                                        | Castro              | Miranda do Douro     | MN   | 1910 | 41.53963272° N 6.223566° O   |              |
| 70282  | Sé de Miranda do Douro ou Antiga Sé de Miranda do Douro                | Arquitetura religiosa                                              | Igreja              | Miranda do Douro     | MN   | 1910 | 41.50564035° N 6.27546585° O | Mais imagens |
| 70726  | Imóvel sito no Largo da Sé, nº 2 e 2A                                  | Arquitetura civil                                                  | Edifício            | Miranda do Douro     | IIP  | 2002 | 41.49327302° N 6.27342421° O |              |
| 74749  | Castelo de Miranda do Douro                                            | Arquitetura militar                                                | Castelo             | Miranda do Douro     | IIP  | 1955 | 41.49648333° N 6.27521667° O | Mais imagens |
| 74750  | Castro de Vale de Águia, Castrilhouço ou Castrilhouço de Vale de Águia | Arqueologia                                                        | Povoado fortificado | Miranda do Douro     | IIP  | 1984 | 41.51591288° N 6.25936046° O |              |
| 328786 | Aproveitamento Hidroeléctrico do Douro Internacional                   | Património industrial / Arquitetura Industrial Moderna (1925-1965) |                     | Picote               | VC   |      |                              |              |
| 341953 | Ermitério Os Santos                                                    | Arquitetura civil                                                  | Ermitério           | Sendim               | IIP  | 2006 | 41.38810824° N 6.43313174° O |              |
| 341952 | Igreja de Vila Chã da Braciosa, incluindo adro e antigo cemitério      | Arquitetura religiosa                                              | Igreja              | Vila Chã de Braciosa | VC   | 2000 |                              |              |

 Legenda: PM - Património Mundial · MN - Monumento Nacional · IIP - Imóvel de Interesse Público · MIP - Monumento de Interesse Público · CIP - Conjunto de Interesse Público · SIP - Sítio de Interesse Público · IIM - Imóvel de Interesse Municipal · MIM - Monumento de Interesse Municipal · CIM - Conjunto de Interesse Municipal · SIM - Sítio de Interesse Municipal · VC - Em vias de classificação · SPL - Sem proteção legal

## Mirandela
| ID    | Designações                                          | Categoria             | Tipologia           | Freguesia           | Grau | Ano  | Coordenadas                           | Imagem       |
| ----- | ---------------------------------------------------- | --------------------- | ------------------- | ------------------- | ---- | ---- | ------------------------------------- | ------------ |
| 74534 | Igreja de São Tomé de Abambres                       | Arquitetura religiosa | Igreja              | Abambres            | IIP  | 1982 | 41.560298° N 7.184534° O              | Mais imagens |
| 72969 | Pelourinho de Abreiro                                | Arquitetura civil     | Pelourinho          | Abreiro             | IIP  | 1933 | 41.351087° N 7.295025° O              | Mais imagens |
| 75001 | Igreja de Santo André ou Igreja Paroquial de Avantos | Arquitetura religiosa | Igreja              | Avantos             | IIP  | 1986 | 41.544061111111° N 7.0980972222222° O |              |
| 73030 | Pelourinho de Frechas                                | Arquitetura civil     | Pelourinho          | Frechas             | IIP  | 1933 | 41.411594° N 7.16393° O               | Mais imagens |
| 72864 | Pelourinho de Lamas de Orelhão                       | Arquitetura civil     | Pelourinho          | Lamas de Orelhão    | IIP  | 1933 | 41.440027° N 7.289327° O              | Mais imagens |
| 70533 | Ponte sobre o rio Tua ou Ponte Velha                 | Arquitetura civil     | Ponte               | Mirandela           | MN   | 1910 | 41.45462392° N 7.18766133° O          | Mais imagens |
| 73259 | Igreja da Misericórdia de Mirandela                  | Arquitetura religiosa | Igreja              | Mirandela           | IIP  | 1993 | 41.4906735° N 7.19192785° O           | Mais imagens |
| 74265 | Paço dos Távoras                                     | Arquitetura civil     | Paço                | Mirandela           | IIP  | 1983 | 41.48707247° N 7.1919799° O           | Mais imagens |
| 74266 | Pelourinho de Mirandela                              | Arquitetura civil     | Pelourinho          | Mirandela           | IIP  | 1933 | 41.48885339° N 7.18955931° O          |              |
| 74267 | Solar dos Condes de Vinhais                          | Arquitetura civil     | Solar               | Mirandela           | IIP  | 1986 | 41.48889253° N 7.19434844° O          |              |
| 74268 | Castelo de Mirandela                                 | Arquitetura militar   | Castelo             | Mirandela           | IIP  | 1955 | 41.48558333° N 7.18278333° O          |              |
| 74142 | Castro de São Juzenda                                | Arqueologia           | Castro              | Múrias              | IIP  | 1983 | 41.6034768° N 7.15814484° O           |              |
| 74531 | Abrigos rupestres do Regato das Bouças               | Arqueologia           | Abrigo              | Passos              | IIP  | 1992 | 41.47046458° N 7.27912831° O          |              |
| 70346 | Ponte de pedra sobre o rio Tuela, ponte românica     | Arquitetura civil     | Ponte               | Torre de Dona Chama | MN   | 1982 | 41.66549401° N 7.1456843° O           | Mais imagens |
| 72861 | Igreja de Guide                                      | Arquitetura religiosa | Igreja              | Torre de Dona Chama | IIP  | 1977 | 41.63977241° N 7.14895709° O          | Mais imagens |
| 72862 | Pelourinho de Torre de Dona Chama                    | Arquitetura civil     | Pelourinho          | Torre de Dona Chama | IIP  | 1933 | 41.652295° N 7.127366° O              | Mais imagens |
| 72863 | Torre de Dona Chama ou Castro de São Brás            | Arqueologia           | Povoado fortificado | Torre de Dona Chama | IIP  | 1955 | 41.65555686° N 7.12110554° O          |              |

 Legenda: PM - Património Mundial · MN - Monumento Nacional · IIP - Imóvel de Interesse Público · MIP - Monumento de Interesse Público · CIP - Conjunto de Interesse Público · SIP - Sítio de Interesse Público · IIM - Imóvel de Interesse Municipal · MIM - Monumento de Interesse Municipal · CIM - Conjunto de Interesse Municipal · SIM - Sítio de Interesse Municipal · VC - Em vias de classificação · SPL - Sem proteção legal

## Mogadouro
| ID     | Designações                                                                    | Categoria             | Tipologia           | Freguesia             | Grau | Ano  | Coordenadas                  | Imagem       |
| ------ | ------------------------------------------------------------------------------ | --------------------- | ------------------- | --------------------- | ---- | ---- | ---------------------------- | ------------ |
| 74235  | Igreja de Santa Maria de Azinhoso                                              | Arquitetura religiosa | Igreja              | Azinhoso              | IIP  | 1962 | 41.38187824° N 6.68543212° O |              |
| 74236  | Pelourinho de Azinhoso                                                         | Arquitetura civil     | Pelourinho          | Azinhoso              | IIP  | 1933 | 41.38184816° N 6.68304192° O |              |
| 73349  | Pelourinho de Bemposta                                                         | Arquitetura civil     | Pelourinho          | Bemposta              | IIP  | 1933 | 41.31124° N 6.502982° O      |              |
| 73520  | Palácio dos Pimentéis ou Solar dos Pimentéis                                   | Arquitetura civil     | Palácio             | Castelo Branco        | IIP  | 1996 | 41.27846826° N 6.77007244° O |              |
| 73371  | Castro Vicente ou Castro de Vila Velha                                         | Arqueologia           | Povoado fortificado | Castro Vicente        | IIP  | 1955 | 41.37603053° N 6.829001° O   |              |
| 73372  | Pelourinho de Castro Vicente                                                   | Arquitetura civil     | Pelourinho          | Castro Vicente        | IIP  | 1933 | 41.380077° N 6.839225° O     |              |
| 70650  | Castelo de Mogadouro                                                           | Arquitetura militar   | Castelo             | Mogadouro             | MN   | 1946 | 41.3381° N 6.72051667° O     | Mais imagens |
| 74652  | Igreja do Convento de São Francisco de Mogadouro                               | Arquitetura religiosa | Igreja              | Mogadouro             | IIP  | 1974 | 41.340518° N 6.716325° O     |              |
| 74653  | Pelourinho de Mogadouro                                                        | Arquitetura civil     | Pelourinho          | Mogadouro             | IIP  | 1933 | 41.337905° N 6.720213° O     |              |
| 69828  | Castelo de Penas Roias                                                         | Arquitetura militar   | Castelo             | Penas Roias           | MN   | 1945 | 41.392232° N 6.654217° O     | Mais imagens |
| 74940  | Pelourinho de Penas Roias                                                      | Arquitetura civil     | Pelourinho          | Penas Roias           | IIP  | 1933 | 41.39316926° N 6.65289964° O |              |
| 156167 | Monóptero de São Gonçalo                                                       | Arquitetura religiosa | Monóptero           | Penas Roias           | VC   | 1993 |                              |              |
| 74748  | Igreja de Algosinho                                                            | Arquitetura religiosa | Igreja              | Peredo da Bemposta    | IIP  | 1955 | 41.30204048° N 6.57018933° O |              |
| 72990  | Castelo de Oleiros                                                             | Arquitetura militar   | Castelo             | Urrós                 | IIP  | 1990 | 41.30136688° N 6.45821336° O |              |
| 73370  | Estação arqueológica das Fragas do Diabo, Fragas do Corgo ou Veiga dos Moinhos | Arqueologia           | Arte rupestre       | Vilarinho dos Galegos | IIP  | 1983 |                              |              |

 Legenda: PM - Património Mundial · MN - Monumento Nacional · IIP - Imóvel de Interesse Público · MIP - Monumento de Interesse Público · CIP - Conjunto de Interesse Público · SIP - Sítio de Interesse Público · IIM - Imóvel de Interesse Municipal · MIM - Monumento de Interesse Municipal · CIM - Conjunto de Interesse Municipal · SIM - Sítio de Interesse Municipal · VC - Em vias de classificação · SPL - Sem proteção legal

## Torre de Moncorvo
| ID      | Designações                                                                                                | Categoria             | Tipologia           | Freguesia         | Grau | Ano  | Coordenadas                  | Imagem |
| ------- | --- | --------------------- | ------------------- | ----------------- | ---- | ---- | ---------------------------- | ------ |
| 74747   | Ermida de Nossa Senhora da Teixeira                                                                        | Arquitetura religiosa | Ermida              | Açoreira          | IIP  | 1977 | 41.14851334° N 7.08604936° O |        |
| 70571   | Igreja de Santiago Maior ou Igreja Matriz de Adeganha                                                      | Arquitetura religiosa | Igreja              | Adeganha          | MN   | 1944 | 41.27725563° N 7.0570347° O  |        |
| 70572   | Vila Velha de Santa Cruz, Derruída ou Vila de Santa Cruz de Vilariça (povoado medieval: muralhas e ruínas) | Arquitetura militar   | Muralha             | Adeganha          | MN   | 1992 | 41.27725563° N 7.0570347° O  |        |
| 72318   | Povoado de Baldoeiro ou Castro de Baldoeiro                                                                | Arqueologia           | Povoado fortificado | Adeganha          | IIP  | 1992 | 41.22324705° N 7.08605205° O |        |
| 71037   | Capela do Santo Cristo de Carviçais                                                                        | Arquitetura religiosa | Capela              | Carviçais         | IIM  |      | 41.18719919° N 6.90068961° O |        |
| 71461   | Sítio de Cilhades                                                                                          | Arqueologia           | Sítio               | Felgar            | VC   |      |                              |        |
| 74115   | Capela de Santa Bárbara                                                                                    | Arquitetura religiosa | Capela              | Felgar            | IIP  | 1997 | 41.21217558° N 6.96460826° O |        |
| 341955  | Igreja Matriz de Larinho                                                                                   | Arquitetura religiosa | Igreja              | Larinho           | VC   | 2000 |                              |        |
| 73519   | Castelo de Mós                                                                                             | Arquitetura militar   | Castelo             | Mós               | IIP  | 1955 | 41.160344° N 6.908439° O     |        |
| 70555   | Igreja de Nossa Senhora da Assunção ou Igreja Matriz de Torre de Moncorvo                                  | Arquitetura religiosa | Igreja              | Torre de Moncorvo | MN   | 1910 | 41.17696101° N 7.05711491° O |        |
| 73342   | Cabeço de Alfarela                                                                                         | Arqueologia           | Povoado fortificado | Torre de Moncorvo | IIP  | 1990 | 41.18875951° N 7.09577896° O |        |
| 73343   | Capela de Nossa Senhora dos Prazeres de Torre de Moncorvo                                                  | Arquitetura religiosa | Capela              | Torre de Moncorvo | IIP  | 1978 | 41.17696101° N 7.05711491° O |        |
| 73344   | Capela de Santo António de Torre de Moncorvo                                                               | Arquitetura religiosa | Capela              | Torre de Moncorvo | IIP  | 1978 | 41.17696101° N 7.05711491° O |        |
| 73345   | Capela do Sagrado Coração de Jesus                                                                         | Arquitetura religiosa | Capela              | Torre de Moncorvo | IIP  | 1982 | 41.17696101° N 7.05711491° O |        |
| 73346   | Castelo de Torre de Moncorvo                                                                               | Arquitetura militar   | Castelo             | Torre de Moncorvo | IIP  | 1955 | 41.17696101° N 7.05711491° O |        |
| 73347   | Igreja da Misericórdia de Moncorvo                                                                         | Arquitetura religiosa | Igreja              | Torre de Moncorvo | IIP  | 1977 | 41.17696101° N 7.05711491° O |        |
| 73348   | Pelourinho de Torre de Moncorvo                                                                            | Arquitetura civil     | Pelourinho          | Torre de Moncorvo | IIP  | 1933 | 41.175347° N 7.052119° O     |        |
| 341956  | Capela de Santo António, solar e logradouro murado                                                         | Arquitetura religiosa | Capela              | Torre de Moncorvo | IIP  |      |                              |        |
| 4014165 | Chafariz Filipino                                                                                          | Arquitetura civil     | Chafariz            | Torre de Moncorvo | IIP  |      |                              |        |
| 71424   | Igreja de Santo Apolinário, fonte e cruzeiro                                                               | Arquitetura mista     | Conjunto            | Urrós             | IIP  | 1999 | 41.07595843° N 7.03008551° O |        |

 Legenda: PM - Património Mundial · MN - Monumento Nacional · IIP - Imóvel de Interesse Público · MIP - Monumento de Interesse Público · CIP - Conjunto de Interesse Público · SIP - Sítio de Interesse Público · IIM - Imóvel de Interesse Municipal · MIM - Monumento de Interesse Municipal · CIM - Conjunto de Interesse Municipal · SIM - Sítio de Interesse Municipal · VC - Em vias de classificação · SPL - Sem proteção legal

## Vila Flor
| ID      | Designações                                     | Categoria             | Tipologia   | Freguesia               | Grau | Ano  | Coordenadas                 | Imagem       |
| ------- | ----------------------------------------------- | --------------------- | ----------- | ----------------------- | ---- | ---- | --------------------------- | ------------ |
| 73669   | Pelourinho de Freixiel                          | Arquitetura civil     | Pelourinho  | Freixiel                | IIP  | 1933 | 41.316009° N 7.2477° O      |              |
| 73670   | Antiga Forca de Freixiel                        | Arquitetura civil     | Forca       | Freixiel                | IIP  | 1958 | 41.316917° N 7.239028° O    | Mais imagens |
| 71383   | Sítio Arqueológico do Cabeço da Mina            | Arqueologia           | Santuário   | Lodões                  | SIP  | 2014 |                             |              |
| 74580   | Castelo de Vila Flor                            | Arquitetura militar   | Castelo     | Vila Flor               | IIP  | 1955 | 41.306121° N 7.151752° O    |              |
| 74581   | Fonte de Vila Flor ou Fonte romana de Vila Flor | Arquitetura civil     | Fonte       | Vila Flor               | IIP  | 1936 | 41.305522° N 7.151677° O    |              |
| 74582   | Pelourinho de Vila Flor                         | Arquitetura civil     | Pelourinho  | Vila Flor               | IIP  | 1933 | 41.306954° N 7.152584° O    |              |
| 7924942 | Quinta do Valongo                               | n/a                   | n/a         | Vila Flor               | IIM  | 2006 | 41.31018827° N 7.1577931° O |              |
| 9276639 | Casa Costa Morais ou Pensão Campos              | Arquitetura civil     | Restaurante | Vila Flor               | IIM  | 2006 |                             |              |
| 73668   | Pelourinho de Vilas Boas                        | Arquitetura civil     | Pelourinho  | Vilas Boas              | IIP  | 1933 | 41.346613° N 7.19516° O     | Mais imagens |
| 74136   | Pelourinho de Santa Comba da Vilariça           | Arquitetura religiosa | Cruzeiro    | Santa Comba de Vilariça | SPL  | 2009 | 41.360621° N 7.066126° O    |              |

 Legenda: PM - Património Mundial · MN - Monumento Nacional · IIP - Imóvel de Interesse Público · MIP - Monumento de Interesse Público · CIP - Conjunto de Interesse Público · SIP - Sítio de Interesse Público · IIM - Imóvel de Interesse Municipal · MIM - Monumento de Interesse Municipal · CIM - Conjunto de Interesse Municipal · SIM - Sítio de Interesse Municipal · VC - Em vias de classificação · SPL - Sem proteção legal

## Vimioso
| ID     | Designações                                                 | Categoria             | Tipologia  | Freguesia  | Grau | Ano  | Coordenadas                  | Imagem       |
| ------ | ----------------------------------------------------------- | --------------------- | ---------- | ---------- | ---- | ---- | ---------------------------- | ------------ |
| 72316  | Pelourinho de Algoso                                        | Arquitetura civil     | Pelourinho | Algoso     | IIP  | 1933 | 41.469182° N 6.576838° O     |              |
| 74124  | Castelo de Algoso                                           | Arquitetura militar   | Castelo    | Algoso     | IIP  | 1955 | 41.46146667° N 6.5794° O     | Mais imagens |
| 341957 | Igreja Paroquial de Caçarelhos, adro e escadaria de acesso  | Arquitetura religiosa | Igreja     | Caçarelhos | VC   | 2000 |                              |              |
| 341958 | Capela de Santo Cristo ou Capela de São Bartolomeu          | Arquitetura religiosa | Capela     | Caçarelhos | IIP  |      | 41.56334584° N 6.44394086° O |              |
| 74107  | Torre de Atalaia                                            | Arquitetura militar   | Torre      | Vimioso    | IIP  | 1955 | 41.58729° N 6.522931° O      | Mais imagens |
| 74745  | Igreja de São Vicente (Vimioso) ou Igreja Matriz de Vimioso | Arquitetura religiosa | Igreja     | Vimioso    | IIP  | 1950 | 41.583445° N 6.527782° O     |              |
| 74746  | Pelourinho de Vimioso                                       | Arquitetura civil     | Pelourinho | Vimioso    | IIP  | 1933 | 41.583246° N 6.529254° O     |              |

 Legenda: PM - Património Mundial · MN - Monumento Nacional · IIP - Imóvel de Interesse Público · MIP - Monumento de Interesse Público · CIP - Conjunto de Interesse Público · SIP - Sítio de Interesse Público · IIM - Imóvel de Interesse Municipal · MIM - Monumento de Interesse Municipal · CIM - Conjunto de Interesse Municipal · SIM - Sítio de Interesse Municipal · VC - Em vias de classificação · SPL - Sem proteção legal

## Vinhais
| ID      | Designações                                                                                        | Categoria             | Tipologia  | Freguesia           | Grau | Ano  | Coordenadas                  | Imagem       |
| ------- | -------------------------------------------------------------------------------------------------- | --------------------- | ---------- | ------------------- | ---- | ---- | ---------------------------- | ------------ |
| 73392   | Pelourinho de Ervedosa                                                                             | Arquitetura civil     | Pelourinho | Ervedosa            | IIP  | 1933 | 41.711165° N 7.079681° O     |              |
| 73369   | Gruta de Dine ou Lorga de Dine ou Casa da Moura Encantada                                          | Arqueologia           | Necrópole  | Fresulfe            | IIP  | 1997 | 41.91009101° N 6.93015225° O |              |
| 73029   | Igreja de São Pedro ou Igreja Matriz de Moimenta                                                   | Arquitetura religiosa | Igreja     | Moimenta            | IIP  | 1971 | 41.94875869° N 6.9748797° O  |              |
| 156254  | Monte de Santa Comba                                                                               | Arquitetura civil     | Monte      | Ousilhão            | VC   | 1999 |                              |              |
| 74427   | Pelourinho de Paçó                                                                                 | Arquitetura civil     | Pelourinho | Paçó                | IIP  | 1933 | 41.869741° N 6.952156° O     |              |
| 73274   | Forte de Modorra ou Forte Velho (ruínas)                                                           | Arquitetura militar   | Forte      | Vila Verde          | IIP  |      |                              |              |
| 73028   | Pelourinho de Vilar Seco ou Pelourinho de Vilar Seco da Lomba                                      | Arquitetura civil     | Pelourinho | Vilar Seco de Lomba | IIP  | 1933 | 41.879738° N 7.173152° O     |              |
| 70570   | Castelo de Vinhais                                                                                 | Arquitetura militar   | Castelo    | Vinhais             | MN   | 1947 | 41.835405° N 7.000669° O     | Mais imagens |
| 72313   | Edifício dos antigos Condes de Vinhais                                                             | Arquitetura civil     | Solar      | Vinhais             | IIP  | 1982 | 41.834058° N 7.004511° O     | Mais imagens |
| 72314   | Igreja de São Facundo de Vinhais                                                                   | Arquitetura religiosa | Igreja     | Vinhais             | IIP  | 1978 | 41.830877° N 6.999784° O     |              |
| 72315   | Pelourinho de Vinhais                                                                              | Arquitetura civil     | Pelourinho | Vinhais             | IIP  | 1933 | 41.834963° N 6.999915° O     | Mais imagens |
| 156169  | Casa da Corujeira, anexos agrícolas e logradouro                                                   | Arquitetura civil     | Conjunto   | Vinhais             | VC   | 1998 | 41.835782° N 7.002625° O     |              |
| 4108105 | Conjunto da Igreja de São Francisco de Vinhais e Seminário dos Missionários Apostólicos de Vinhais | Arquitetura religiosa | Igreja     | Vinhais             | VC   |      | 41.832534° N 7.007443° O     |              |

 Legenda: PM - Património Mundial · MN - Monumento Nacional · IIP - Imóvel de Interesse Público · MIP - Monumento de Interesse Público · CIP - Conjunto de Interesse Público · SIP - Sítio de Interesse Público · IIM - Imóvel de Interesse Municipal · MIM - Monumento de Interesse Municipal · CIM - Conjunto de Interesse Municipal · SIM - Sítio de Interesse Municipal · VC - Em vias de classificação · SPL - Sem proteção legal
1. ↑  «Artigo "As Inquirigñes de 1258 como Fonte da História da Nobreza" (1982), de José Mattoso. Luís Krus e Olga Bettencour»
2. ↑  «Artigo "A nobreza portuguesa no período dionisíaco", de José Augusto de Sotto Mayor Pizarro (1999)»